# Lago Wauklahegan
O lago Wauklahegan é um lago de água doce localizado em Nova Brunswick, no Canadá.

## Descrição
Este lago encontra-se localizado nas coordenadas geográficas de 45° 36'0 norte e 67° 21'57 Oeste.
O lago Wauklahegan encontra-se a uma distância de apenas 2,9 milhas da cidade de McAdam, também esta localizada na província de Nova Brunswick. 
Este local é bastante procurado pelos pescadores que aqui podem encontrar uma variedade de espécies piscícolas variada e onde estão incluídas a truta e o Lepomis macrochirus.
Os acidentes geográficos mais próximos são: a ilha Estys, a ilha Bells, a ilha Whites, ficando esta a 2 km do lago, tal como a ilha Williams, que também se encontra à mesma distância, mas para norte, bem como a ilha Luffs.
Os assentamentos populacionais de alguma dimensão localizados nas proximidades, embora seja uma proximidade relativa, e isto tendo em atenção a extensão do território, são as cidades de Fredericton 69 km a noroeste, e Saint Andrews, 63 km ao sul. 